# Cabanillas de la Sierra
Cabanillas de la Sierra település Spanyolországban, Madrid tartományban. Cabanillas de la Sierra Venturada, Guadalix de la Sierra, Navalafuente, Valdemanco, La Cabrera és Redueña községekkel határos. Lakosainak száma 941 fő (2024).

## Népesség
A település népessége az utóbbi években az alábbiak szerint változott:
| Lakosok száma | 473  | 582  | 697  | 745  | 751  | 732  | 712  | 756  | 874  | 941  |
|               | 2001 | 2004 | 2007 | 2009 | 2012 | 2014 | 2017 | 2019 | 2022 | 2024 |